# Kravallstaket

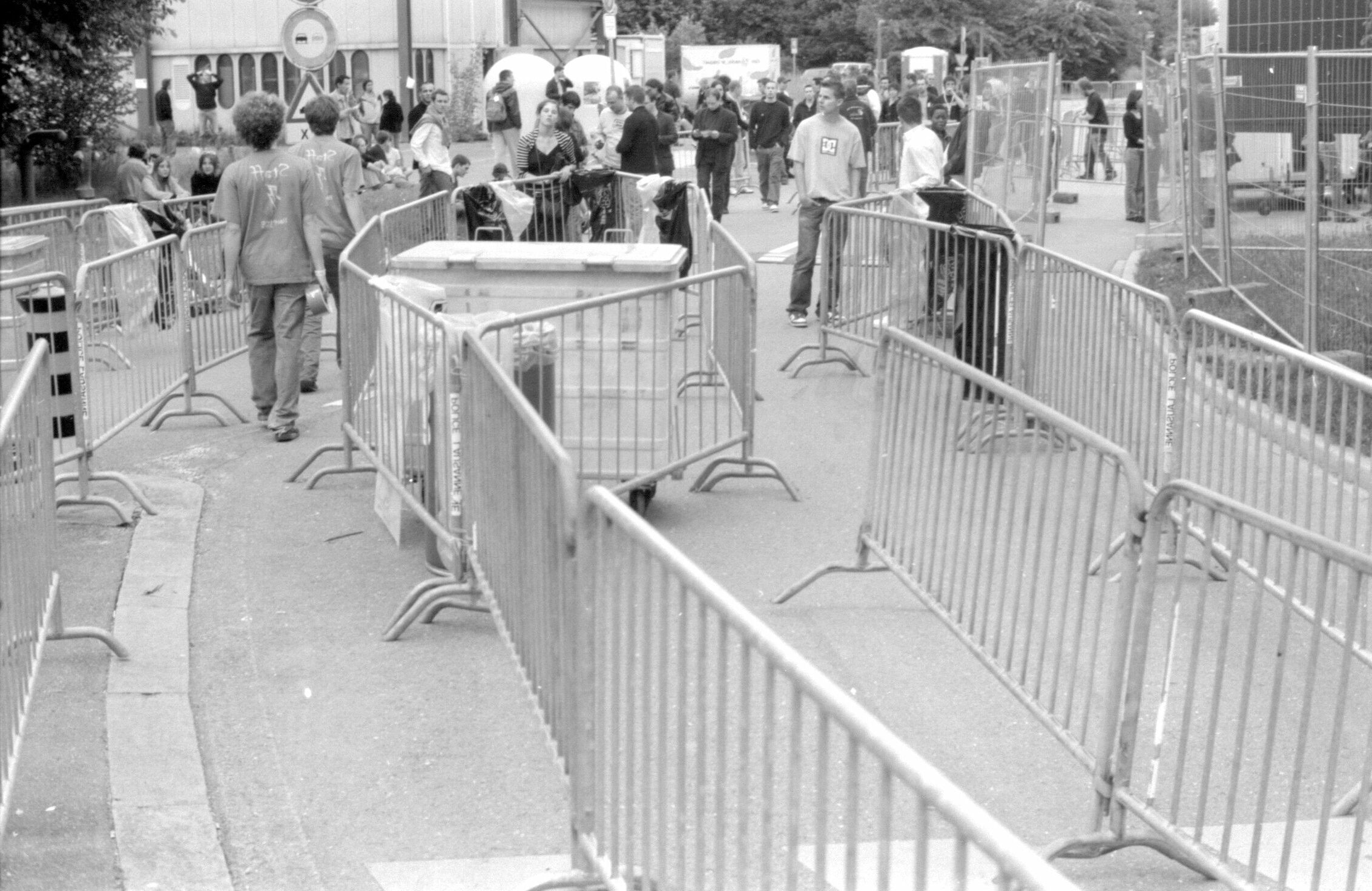
Sektioner av lågt kravallstaket.

Kravallstaket är en typ av stängsel. Kravallstaket används främst av polis och ordningsvakter för att kontrollera folkmassor vid exempelvis demonstrationer eller publikdragande arrangemang som fotbollsmatcher och konserter. Det består av sektioner som snabbt kan sättas ihop och tas isär för mesta möjliga flexibilitet. 